# Ferdinando Ramognini
Ferdinando Ramognini (Sassello, 20 luglio 1829 – Genova, 18 marzo 1898) è stato un militare, funzionario e politico italiano.

## Biografia
Entrato in polizia è ufficiale nella seconda guerra d'indipendenza ed è nominato prefetto nel 1876, destinato alle sedi di Chieti, Pavia, Porto Maurizio, Genova, Bari, Ancona, Livorno e Torino. È stato chiamato per tre volte alla Direzione generale della pubblica sicurezza presso il Ministero dell'interno: nel primo mandato, durato circa due mesi nel 1876 con la qualifica di capo divisione, istituisce la scuola allievi guardie, prima struttura di formazione della polizia italiana; nel secondo, come prefetto, e nel terzo, come direttore generale, si dedica con alterne fortune ai problemi dell'ordine pubblico. Convinto assertore della linea dura inasprisce le norme repressive per contrastare gli attivisti italiani del movimento anarchico internazionale, che aveva lanciato una campagna rivoluzionaria "contro tutti i re, gli imperatori, i presidenti di repubbliche e i preti di qualsiasi religione". Da ricordare anche la protesta operaia e contadina che porta a episodi di grave tensione sociale. Desta inoltre grande scalpore in quegli anni l'omicidio del marchese Emanuele Notarbartolo, che aveva combattuto le infiltrazioni mafiose nelle banche e nell'amministrazione comunale di Palermo e considerato la prima vittima della mafia. Nel suo terzo mandato istituisce la prima anagrafe degli anarchici, che anticipa di fatto il casellario politico.